# 業姓
業姓，是一個中文姓氏。南京的江宁禄口镇，一個家族有业氏家谱。

## 起源
《姓苑》載，宜為古掌巨業之官，以職為氏。

## 文献
洞庭安仁里业氏族谱。

## 歷史名人
- 業宗棣
- 業慶祺